# Ruttersdorf-Lotschen
Ruttersdorf-Lotschen település Németországban, azon belül Türingiában. Lakosainak száma 341 fő (2023. december 31.). Ruttersdorf-Lotschen Stadtroda, Quirla, Bollberg, Bobeck, Albersdorf, Scheiditz, Schöngleina és Schlöben községekkel határos.

## Népesség
A település népességének változása:
| Lakosok száma | 320  | 332  | 344  | 345  | 341  |
|               | 2017 | 2019 | 2021 | 2022 | 2023 |